# Münsinger Fibel

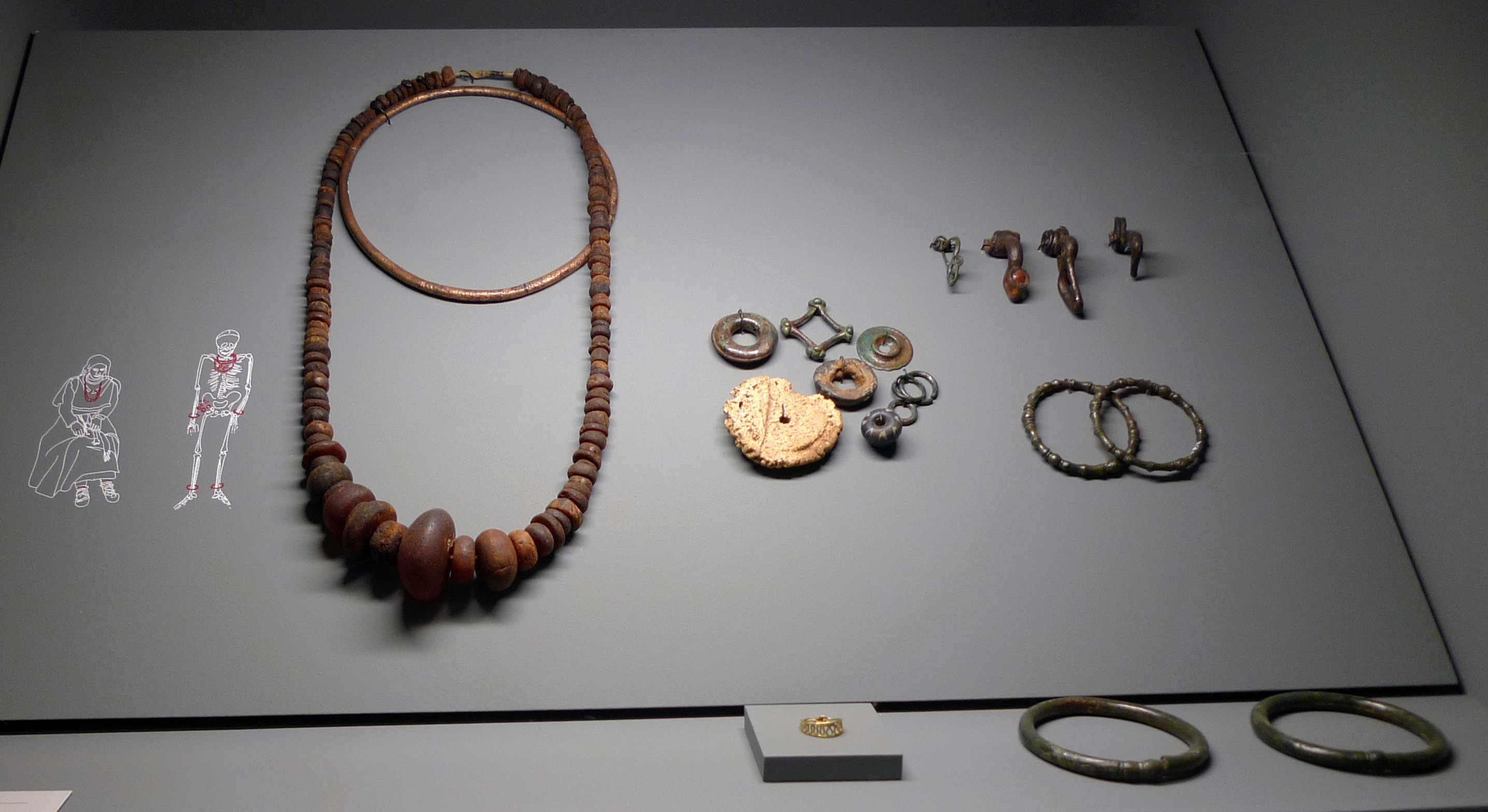
Grabinventar aus Münsingen mit Münsinger Fibel (dritte von rechts)

Die Münsinger Fibel ist eine frühlatènezeitliche Gewandspange zum Zusammenhalten der Kleidung. Diese Fibel ist nach dem Gräberfeld Münsingen-Rain im Kanton Bern benannt, wo sie Anfang des 20. Jahrhunderts erstmals beschrieben wurde.

## Beschreibung
Die Münsinger Fibel ist im sogenannten Frühlatèneschema ausgeführt; das heißt, dass der Fuß in weitem Bogen zum Bügel zurückschwingt und diesen beinahe berührt. Im Fall der Münsinger Fibel hat der Fuß die Form eines rechtwinkeligen Dreiecks. An seinem Ende ist eine runde Scheibe angebracht, die oft mit Koralle belegt ist, in schlichteren Ausführungen aber auch nur aus verziertem Blech bestehen kann. Der Bügel ist bandförmig und beschreibt die Form eines breiten „U“, er kann ebenfalls dekoriert sein. Die Schließwirkung wird durch eine Spiralfeder mit vier oder sechs Windungen erzeugt.
Münsinger Fibeln sind ein typischer Trachtbestandteil der späten Eisenzeit, insbesondere der Stufe Latène B, d. h. des 4. Jahrhunderts v. Chr. Ihr Verbreitungsgebiet erstreckt sich über Süddeutschland, Österreich und die Schweiz bis Ostfrankreich.